# Чаробњачки свет
Чаробњачки свет (енгл. Wizarding World; раније познато као Чаробњачки свет Џ. К. Роулинг) фантастична je медијска франшиза и заједнички универзум који се центрира на филмску серију, засновану на серији романа Хари Потер Џ. К. Роулинг. Филмови су у продукцији од 2000. и за то време продуцирано је једанаест филмова—осам су адаптације романа Хари Потер и три су делови серијала Фантастичне звери. Филмови су у власништву и дистрибуира их Warner Bros. Pictures. Серија је укупно зарадила преко 9,6 милијарди америчких долара на светским биоскопским благајнама, чинећи је четвртом франшизом са највећом зарадом икада (иза франшиза Марвелов филмски универзум, Ратови звезда и Спајдермен).

## ФилмовиХари Потер
| Филм                                | Датум објављивања  | Редитељ        | Сценариста       | Продуцент(и)                                |
| ----------------------------------- | ------------------ | -------------- | ---------------- | ------------------------------------------- |
| Хари Потер и Камен мудрости         | 16. новембар 2001. | Крис Коламбус  | Стив Кловис      | Дејвид Хејман                               |
| Хари Потер и Дворана тајни          | 15. новембар 2002. | Крис Коламбус  | Стив Кловис      | Дејвид Хејман                               |
| Хари Потер и затвореник из Аскабана | 31. мај 2004.      | Алфонсо Куарон | Стив Кловис      | Дејвид Хејман, Крис Коламбус и Марк Редклиф |
| Хари Потер и Ватрени пехар          | 18. новембар 2005. | Мајк Њуел      | Стив Кловис      | Дејвид Хејман                               |
| Хари Потер и Ред феникса            | 11. јул 2007.      | Дејвид Јејтс   | Мајкл Голденберг | Дејвид Хејман и Дејвид Барон                |
| Хари Потер и Полукрвни Принц        | 15. јул 2009.      | Дејвид Јејтс   | Стив Кловис      | Дејвид Хејман и Дејвид Барон                |
| Хари Потер и реликвије Смрти 1      | 19. новембар 2010. | Дејвид Јејтс   | Стив Кловис      | Дејвид Хејман, Дејвид Барон и Џ. К. Роулинг |
| Хари Потер и реликвије Смрти 2      | 15. јул 2011.      | Дејвид Јејтс   | Стив Кловис      | Дејвид Хејман, Дејвид Барон и Џ. К. Роулинг |

## ФилмовиФантастичне звери
| Филм                                      | Датум објављивања  | Редитељ      | Сценариста(и)               | Продуценти                                                           |
| ----------------------------------------- | ------------------ | ------------ | --------------------------- | -------------------------------------------------------------------- |
| Фантастичне звери и где их наћи           | 18. новембар 2016. | Дејвид Јејтс | Џ. К. Роулинг               | Дејвид Хејман, Џ. К. Роулинг, Стив Кловис и Лајонел Виграм           |
| Фантастичне звери: Гринделвалдови злочини | 16. новембар 2018. | Дејвид Јејтс | Џ. К. Роулинг               | Дејвид Хејман, Џ. К. Роулинг, Стив Кловис и Лајонел Виграм           |
| Фантастичне звери: Тајне Дамблдора        | 15. април 2022.    | Дејвид Јејтс | Стив Кловис и Џ. К. Роулинг | Дејвид Хејман, Џ. К. Роулинг, Стив Кловис, Лајонел Виграм и Тим Луис |

## Телевизија
У јануару 2021, најављено је да Warner Brothers тражи људе за серију, постављену у франшизи Чаробњачки свет, која ће се емитовати на стриминг услузи HBO Max.

### Специјали
и  емитовали су Хари Потер: Хогвортсов турнир кућа 28. новембра 2021. у оквиру прославе 20. годишњице серијала. То је био квиз у којем су се обожаваоци такмичили за своју хогвортску кућу у тимовима од по троје. Садржао је четири епизоде, водила га је Хелен Мирен, а укључивао је неке глумце из серијала Хари Потер: Тома Фелтона, Сајмона Фишер-Бекера, Ширли Хендерсон, Лука Јангблада, а њима су се придружили Пит Дејвидсон и комичар Џеј Лено.
Многи чланови оригиналне глумачке екипе поново су се окупили за телевизијски специјал Хари Потер 20. годишњица: Повратак у Хогвортс, који је објављен 1. јануара 2022. године.